# آنا كورتينيوس روزفلت
آنا كورتينيوس روزفلت Anna Curtenius Roosevelt (من مواليد 1946). عالمة آثار أمريكية، وأستاذة أنثروبولوجيا في جامعة إلينوي في شيكاغو، تركِّزت أبحاثها حول التطور البشري، والتفاعل طويل الأمد بين البيئة والبشر. بالإضافة للتدريس قامت آنا بأبحاث ميدانية هامة في حوض الأمازون، وفي جزيرة ماراجو، وكهف بيدرا بينتادا في البرازيل، وفي حوض الكونغو، وهي حفيدة رئيس الولايات المتحدة الأمريكية تيودور روزفلت.

## التعليم والمهنة
أخذت روزفلت حب القراءة والمغامرة عن والدتها، وأبدت اهتماماً بعلم الآثار منذ سن التاسعة. درست في جامعة ستانفورد وتخرجت منها في عام 1968 مع بكالوريوس في التاريخ والأنثروبولوجيا. وفي عام 1977 حصلت على شهادة الدكتوراه في الأنثروبولوجيا من جامعة كولومبيا.
عملت روزفلت كأمينة للمتحف الهندي الأمريكي بين أعوام 1975 – 1985، وكذلك كانت أمينة للمتحف الأمريكي للتاريخ الطبيعي من عام 1985 إلى عام 1989، وعملت لاحقاً كأمينة للأثار في متحف فيلد للتاريخ الطبيعي أيضاً. أخذتها جولاتها الميدانية إلى جبال الأنديز في البيرو ثم إلى المكسيك وفنزويلا. وهي حالياً أستاذة الأنثروبولوجيا في جامعة إلينوي في شيكاغو.

## جزيرة ماراجو
نشرت روزفلت كتابها «الآثار الجيوفيزيائية في جزيرة ماراجو بالبرازيل» عام 1991، وتناولت فيه بالتفصيل عملها الميداني وجولاتها وأبحاثها التي قامت بها طوال ثمانينيات القرن الماضي حول حضارة جزيرة ماراجو في فترة ما قبل كولومبس. وقد استخدم فريق البحث التابع لها المسوحات الجيوفيزيائية عن بُعد مع التنقيب عن الآثار والأدوات الموجودة في تلك البقعة الجغرافية. تقع جزيرة ماراجو بالقرب من مصب نهر الأمازون، وتحتوي أدلة على وجود مستوطنة بشرية تعود لفترة ما قبل كولومبوس.
تحدَّت روزفلت في عملها هذا النظرية القائلة بأنَّ حوض الأمازون في فترة ما قبل كولومبوس كان غير قادر على دعم حضارة أو ثقافة إنسانية معقدة ومتطورة والحفاظ عليها. من جهتها افترضت روزفلت أن هذا المجتمع الذي تواجد في الجزيرة في فترة ما قبل كولومبوس كان واحداً من الحضارات المتميزة، عاش فيه عدد كبير من السكان مع تطور في الزراعة والأشغال العامة. أدت هذه الأبحاث والحجج إلى جدل واسع بين علماء الآثار والأنثروبولوجيا الذين يدرسون حضارات أمريكا الجنوبية. وفي الوقت نفسه حفَّز هذا الكتاب باحثين آخرين إلى متابعة أعمالها والبناء عليها.

## كهف بيدرا بينتادا
قادت روزفلت الحفريات والأبحاث في كهف بيدرا بينتادا من عام 1990 إلى عام 1992، يقع هذا الكهف بالقرب من مونتي أليغري في ولاية بارا بالبرازيل، ويحتوي على العديد من نماذج اللوحات الصخرية القديمة يحتوي بعضها على أشكال بشرية وحيوانية وهندسية. يشير تاريخ هذه اللوحات إلى أنها من بين أقدم الفنون المكتشفة في نصف الكرة الأرضية الغربي. وقد وجد تحقيق روزفلت أدلة على أن الإنسان عاش في منطقة الأمازون أبكر بكثير مما كان يُعتقد سابقاً، وربما يصل ذلك إلى ضعف العمر الذي كان يُفترض سابقاً.
على مدى ألف عام تقريباً، أي منذ حوالي 10 آلاف إلى 11 ألف سنة استخدم البشر هذا الكهف، وتركوا وراءهم آدوات فريدة من نوعها مع أدلة على أنهم نقلوا بذور النباتات من أماكن بعيدة إلى الكهف. وعاش البشر الذين استوطنوا تلك المنطقة بطريقة مختلفة عن حياة الحضارات الكبيرة المعروفة في نصف الكرة الأرضية الغربي، واعتمدوا بصورة رئيسية على الأنهار والغابات. وهناك أدلة أيضاً على إعادة استيطان بشري لاحقاً لنفس الموقع على طول ضفة النهر القريبة، مع وجود أدوات فخارية عمرها يناهز 7500 عام، مما يجعلها أقدم أو من بين أقدم الفخار الذي عُثر عليه في الأمريكتين. تشير نتائج أبحاث روزفلت إلى أن دراسة هجرة البشر إلى الأمريكتين وتطور الحضارة في منطقة الأمازون تحتاج إلى إعادة نظر شاملة

## الأبحاث الحالية
تواصل روزفلت أبحاثها وجولاتها الميدانية في مواقع مختلفة في البرازيل، وآخرها في مواقع تحت الماء في وسط كزينغو، بالإضافة لذلك وسَّعت نطاق أبحاثها إلى حوض الكونغو الإفريقي، حيث تركز أعمالها الأثرية هناك على مواقع بايانغا في جنوب غرب جمهورية إفريقيا الوسطى.

## الجوائز والتكريم
انتخبت روزفلت عضواً في الأكاديمية الأمريكية للفنون والعلوم، وعضواً في الجمعية الجغرافية الملكية، وحصلت على ميدالية المستكشفين، والميدالية الذهبية لجمعية النساء الجغرافيات، ومنحتها البرازيل وسام ريو برانكو وميدالية بيتندورف تكريماً لها على أبحاثها الهامة في المواقع الأثرية البرازيلية، وفي عام 1988 حصلت على زمالة لمدة خمس سنوات من برنامج ماك آرثر، وحصلت على دكتوراه فخرية من جامعة نورث إيسترن، وتم تمويل أبحاثها من خلال المنح المقدمة من المؤسسة الوطنية للعلوم، والوقف الوطني للعلوم الإنسانية، ولجنة فولبرايت، ومؤسسة وينر غرين، وجامعة إلينوي.

## عائلتها
تنتمي آنا لعائلة عريقة فهي ابنة كوينتين روزفلت الثاني. وحفيدة الجنرال تيودور روزفلت الابن، وجدها الأكبر تيودور روزفلت هو الرئيس السادس والعشرون للولايات المتحدة الأمريكية، ولها أختين هما: سوزان روزفلت، وألكسندرا روزفلت.